# Власть Труда (Самарская область)
Власть Труда́ — посёлок в Волжском районе Самарской области России. Входит в состав сельского поселения Курумоч.

## География
Находится на севере района, на краю поймы Волги, на расстоянии менее 2 километров на юго-запад от села Курумоч, центра сельского поселения.

## История
АЭ ООО «Институт истории и археологии Поволжья» (г. Самара) проводила обследования земельного участка, расположенном в зоне хозяйственного освоения селище Власть Труда.
Были найдены следы погребений по обряду кремации эпохи раннего средневековья в 2007 г. и отнесен к типу сезонных поселений кочевых групп населения хазарского времени в Среднем Поволжье VIII—IX вв
В настоящее время на территории поселения Власть Труда, развивается строительство коттеджного поселка «Моя Ильинка» которое началось с августа 2012 года.
19 сентября 2021 года митрополит Самарский и Новокуйбышевский Сергий совершил чин великого освящения, свежепостроенного Илиинского храма в поселке Ильинка Самарской области.

## Население
| 2010 |
| ---- |
| 402  |

### Национальный состав
Согласно переписи 2002 года, преобладающая национальность — русские 81 % из 397 человек, 402 в 2010 году.

## Транспорт
По просьбе жителей села Курумоч и посёлка Власть Труда был открыт остановочный пункт 141 км Куйбышевской железной дороги.
К посёлку ведёт асфальтированная дорога.